# Eucerin
Eucerin er et varemærke for en serie af hudplejeprodukter, der ejes af det tyske selskab Beiersdorf AG. Beiersdorf er også kendt for deres produkt Nivea, hvis historie fletter sammen med Eucerins tilbage til 1892. 
Brandet kan spores tilbage til Paul C. Beiersdorfs apotek i Hamborg i slutningen af 1800-tallet. Beiersdorf solgte senere apoteket til Oscar Troplowitz, der begyndte at sælge den første Eucerin-produktserie under Beiersdorf navnet.
I 2014 vandt Eucerin en Danish Beauty Award for Årets Ansigtsplejeprodukt.

## Eksterne links
- Officielt website Arkiveret 8. oktober 2014 hos  Wayback Machine